# 新開始：北愛爾蘭的治安
《新開始：北愛爾蘭的治安》（英語：A New Beginning: Policing in Northern Ireland），通稱《彭定康報告》（英語：Patten Report），是北愛爾蘭治安獨立委員會於1999年9月9日發表的報告，報告中提出175項措施，以改革警政、重組北愛爾蘭警隊和重建警隊信譽，以及化解當地的警民衝突。委員會通過深入研究當地警民關係破裂的根本原因，平衡了各方的要求，警民關係得以修復，北愛爾蘭持續30年的警民衝突最終由《彭定康報告》化解，故該報告被公認是重建警隊信譽的成功示範，亦是處理類似衝突的全球教材。

## 背景
自1968年起，北愛爾蘭爆發多次政治衝突，當地的民權運動興起，民眾發起遊行示威，要求改善人權問題；另一方面，親英的保皇派（天主教民族派）將運動認定為叛亂，其目的是將北愛分離獨立於英國，後來英國政府的皇家阿爾斯特警察（簡稱「RUC」）對運動展開暴力鎮壓，在30年內造成了近300名RUC警員死亡，以及超過2,000名反抗的北愛爾蘭人死亡。
經過30年的衝突，聯合王國、愛爾蘭以及北愛爾蘭的八個政黨或團體於1998年4月達成和平協議，簽訂《貝爾法斯特協議》。協議中有一個須全面處理部分——化解長久以來皇家阿爾斯特警隊與北愛爾蘭天主教徒之間的積怨。在30年的衝突期間，皇家阿爾斯特警隊對示威者進行暴力鎮壓、又對之隨意凌辱和毆打，以及聯同新教保皇派民兵和黑幫等組織襲擊共和派人士，並阻撓刑事調查、銷毀證據，且無須負上任何責任；共和派則以伏擊、汽車炸彈襲擊等手段對警隊進行反擊。在《貝爾法斯特協議》簽訂後，警政問題成為共和派和保皇派爭議重點問題，保皇派要求維持皇家阿爾斯特警隊的現狀，共和派則要求將之解散。

## 發表報告

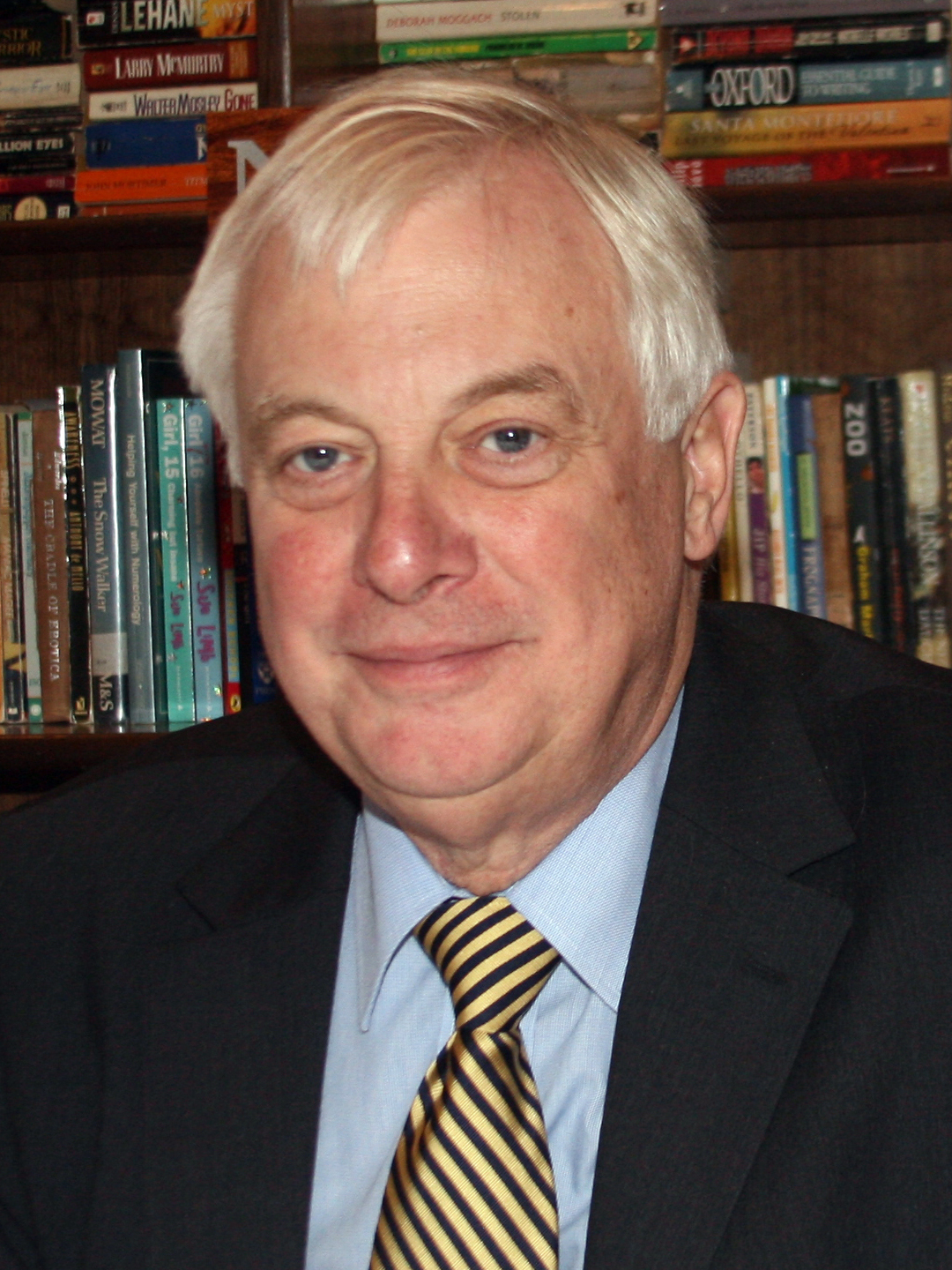
北愛爾蘭治安獨立委員會领导人彭定康

1998年11月，於1997年卸任香港總督的彭定康受託於英國首相貝理雅，領導新成立的「北愛爾蘭治安獨立委員會」（通稱「彭定康委員會」），以推動北愛警政改革。彭定康隨即與不同的派別如互相仇恨的聯合派和民族派的眾群交流。

### 重要內容
同年，彭定康發表標題為《新開始：北愛爾蘭的治安》的報告書，提出175項建議，其中較為重要的有：
- 不會完全解散皇家阿爾斯特警隊（RUC），但會改名為北愛爾蘭警察（PSNI），同時為了去除過往警隊予人的負面、偏頗印象而設計新警徽；
- 設立新委員會和地區警察合作委員會，讓警隊獨立於行政部門，由各黨派的議員和公眾人士擔任委員的警察管理局管理；
- 在警員招募比例上，讓天主教徒和新教徒警員的比例各佔一半；
- 設立獨立於警察體制的投訴制度；
- 在警隊道德守則和誓詞內加入保障人權要求；
- 警局內不再掛上聯合王國的米字旗；
- 大規模削減警隊規模。

### 經過及成效
報告發表後初期，只有一部分建議得以落實，故惹來親英派及共和派雙方的批評，其中新芬黨一度對之作出抵抗報告並拒絕合作，後來北愛自治政府其後吸納了建議，並分階段付諸實行。直到2003年，所有建議政策都得以落實後，北愛爾蘭警察正式成立，並由皇家阿爾斯特警隊的警長羅尼·佛萊納根帶領。北愛爾蘭全面改革警隊後，公眾對警隊觀感有顯著改善。根據當地司法部2017至2018年度調查，有81%人對警隊整體工作有信心；51%受訪者對認為警隊工作表現「好」或「非常好」，比十年前2007至2008年度的調查提升了10個百分點，警民關係得以修復。《彭定康報告》也因此被公認是重建警隊信譽的成功示範，亦是處理類似衝突的全球教材。

## 相關事件
2014年，愛爾蘭共和國政府決意整治陷入嚴重危機、聲譽已降至谷底、貪污腐化、破案率低且被質疑「已經無藥可救」的國家警隊愛爾蘭和平衛隊，針對警隊問題，當局發表調查報告，建議200項改革內容，期間《彭定康報告》再度被提及，並認為愛爾蘭可從中學習相關經驗。
2019年6月，香港爆發反對《逃犯條例》修訂草案運動，當中引發大規模的警民衝突，而香港警隊的處理手法亦引起廣泛爭議，導致當地警民關係陷入最低點。2019年10月4日，香港特別行政區行政會議召開特別會議，同日香港行政長官林鄭月娥正式宣佈以《緊急法》頒佈《禁止蒙面規例》，於香港时间2019年10月5日零時零分開始生效，惹來社會批評。
彭定康認為林鄭月娥訂立《禁蒙面法》「做法瘋狂」，又擔憂若情況未有改善，便會發生中槍死亡事件，又批評香港的亂局是因為香港特區政府和北京中央政府連串管治失誤所致。針對彭定康的言論，林鄭月娥在回應中國官方媒體新華社記者提問時，反問如果類似事情發生在自己的國家（英國），彭定康會如何處理。對此香港媒體《香港01》有報導表示林鄭月娥「可能真的問對了人」；香港國際關係學者沈旭暉則在臉書專頁表示，林鄭月娥似乎不知道《彭定康報告》，以及該報告如何成為處理類似衝突的全球教材。

## 外部連結
- 《新開始：北愛爾蘭的治安（页面存档备份，存于）》（英文）